# 폴 카스텔라노

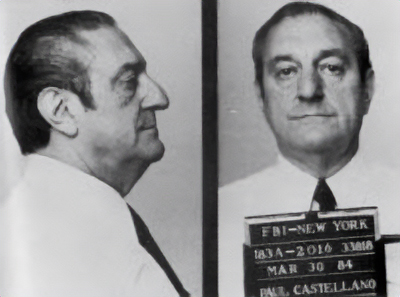

콘스탄티노 "폴" 카스텔라노(1915년 6월 26일 ~ 1985년 12월 16일)는 "마피아계의 하워드 휴즈" 또는 "빅 폴리"(가족들에겐 PC)로 불린 뉴욕 시의 마피아 보스였다. 그는 카를로 감비노에 뒤이어 뉴욕의 가장 큰 마피아 집단 가운데 하나였던 감비노가 수장이되었다. 1985년초, 그는 공갈 및 협박(밀수) 행위로 구속되었는데, 이 재판의 결과는 마피아 위원회 재판에서 나오게 되어있었다. 그해 12월 보석 중 그와 그의 수행원 한 명은 맨해튼의 스파크 스테이크 하우스 밖에서 존 고티 사주로 총을 맞고 암살당했다.

## 같이 보기
- 카스텔라노